# Romanorum Pontificum (1922)
Romanorum Pontificum (en español, De los Romanos Pontífices) es un motu proprio de Pío XI, publicado el 3 de mayo de 1922, por el que reconoce como obra pontificia, las Obra Pía para la Propagación de la Fe, los estatutos generales que reigirá esta Obra Pontificia.

## Contenido delmotu proprio
Romanorum Pontificum in hoc maxime versari curas planum est oportere, ut sempiternam animarum salutem, Iesu Christi regno per orbem terrarum dilatando, quaerant, quandoquidem divinus Ecclesiae Conditor apostolis suis sic mandavit: "docete omnes gentes"; "Praedicate Evangelium omni creaturae"
Es claramente necesario que los Romanos Pontífices pongan su máxima atención en esto: buscar la salvación eterna de las almas extendiendo el reino de Jesucristo por el mundo, ya que el divino Fundador de la Iglesia así lo mandó a sus apóstoles: "Id y enseñad. todas las gentes"  y "Predicad el Evangelio a toda criatura

En cumplimiento de ese mandato, continúa la encíclica, en la época en que progresaban la expediciones a nuevas tierras Gregorio XV  instituyó la sagrada Congregación para la Propagación de la Fe, a ella quedó encomendado el envío de misioneros a las tierras que necesitaban ser evangelizadas; desde Roma además se proporcionaron medios materiales a las misiones, y se procuró que los príncipes cristianos, entendiendo los beneficios que esto le proporcionaba sus reinos, ayudasen también a las misiones. 
El papa muestra como esta situación ha cambiado, ni la Sede Apóstolica tiene capacidad de prestar la ayuda necesaria, ni los gobiernos de las naciones continúan prestando ese auxilio. Sin embargo,  

quizás nunca antes ha existido en el pueblo cristiano un movimiento de ánimo tan grande por el avance de las misiones, como se ha despertado recientemente, desde que nuestro amado predecesor, Benedicto XV, promoviera esta causa, con su carta apostólica Maximum illud

Pío XI, explica cómo ha seguido impulsando aquellas orientaciones de Benedicto XV, y se comprueba como, principalmente las familias religiosas, han conseguido las ayudas necesarias para las misiones que tienen encomendadas; por otra parte el pueblo fiel ha proporcionado con generosidad, en algunas naciones con abundancia, ayuda para las misiones. Sin embargo, de este modo resulta difícil asistir a todas las misiones de manera uniforme y ordenada. Por esto, resulta conveniente que reuniendo las aportaciones mayores o menores de todos los fieles se disponga de un monto que la Congregación para la Propagación de la Fe pueda repartir entre todas las misiones, según la necesidad de cada una. 
Considerando este necesidad, el papa contempla los frutos que ha proporcionado la Obra para la Propagación de la Fe, fundada hace 100 años en Lyon: ella ha sido alabada por los papas, especialmente por Gregorio XVI y León XIII; un elogio que el papa extiende al Consejo que gobierna esta Obra, que con prudencia y equidad no limitan la ayuda a las misiones que se han establecido desde Francia, sino también las que se iniciaron desde otras naciones. 
Teniendo en cuenta esta experiencia, en lugar de crear algo nuevo, pensó contar con esa Obra, de modo que establecida como una obra pontificia, se convierta en el instrumento adecuado  para reunir las donaciones de los fieles para su empleo en todas las misiones. 
Concluye el motu proprio estableciendo la naturaleza y funcionamiento de la Obra Pía para la Propagación de la Fe,  y manifestando su confianza en el patrocinio en la Inmaculada Virgen María, en los apóstoles Pedro y Pablo y en Francisco Javier, patrono de las misiones. Exhorta también al empeño que los Obispos pondrán en el desarrollo de esta Obra Pía, y en la colaboración de la Asociación Misionera del Clero. El motu proprio incluye como anexo los estatutos que regirán esta Oba. 

## Estatutos generales de las Obra para la Propagación de la Fe
En la primera parte de los estatuto, se expone brevemente la historia de la Obra de Propagación de la Fe, su elevación a instrumento de la Santa Sede y establece los estatutos por los que se rige: su sede en los edificios de la Sagrada Congregación para la Propagación de la Fe, de la que dependen, las condiciones de los miembros, las cuotas y oraciones a que se comprometen.
Es gobernada por el Consejo Superior, cuyo secretario es nombrado por el sumo pontífice. En cada uno de los países en que trabaja se constituye un Consejo Nacional, dependientes del Consejo Superior. Su presidente es nombrado por la Sagrada Congregación, y con la ayuda de los Obispos procuran el crecimiento de la Obra Pía. El dinero recaudado cada año es distribuido equitativamente cada mes de marzo por el Consejo Superior entre todas las misiones, quienes informan de sus necesidades. En cada diócesis el obispo nombra un Moderador de la Obra Pía. En cada diócesis la Asociación Misionera del Clero, estimulando a los sacerdotes, ayuda a la promoción de la Obra Pía. En una segunda parte, se establecen los estatutos del Consejo Superior General, los cargos que los componen, los cometidos de cada uno de sus miembros, las reuniones previstas, y el modo de estudiar y decidir el reparto entre las misiones de los fondos recaudados.